# Herreid
Herreid est une municipalité américaine située dans le comté de Campbell, dans l'État du Dakota du Sud. Selon le recensement de 2010, elle compte 438 habitants. La municipalité s'étend sur 1,39 milles carrés (3,6 km2).
Fondée en 1901, la ville est nommée en l'honneur du gouverneur de l'époque Charles N. Herreid (en).

## Démographie
| 1910 | 1920 | 1930 | 1940 | 1950 | 1960 |
| ---- | ---- | ---- | ---- | ---- | ---- |
| 414  | 460  | 544  | 592  | 633  | 767  |

| 1970 | 1980 | 1990 | 2000 | 2010 | - |
| ---- | ---- | ---- | ---- | ---- | - |
| 672  | 570  | 488  | 482  | 438  | - |